# Хмельницький обласний літературний музей

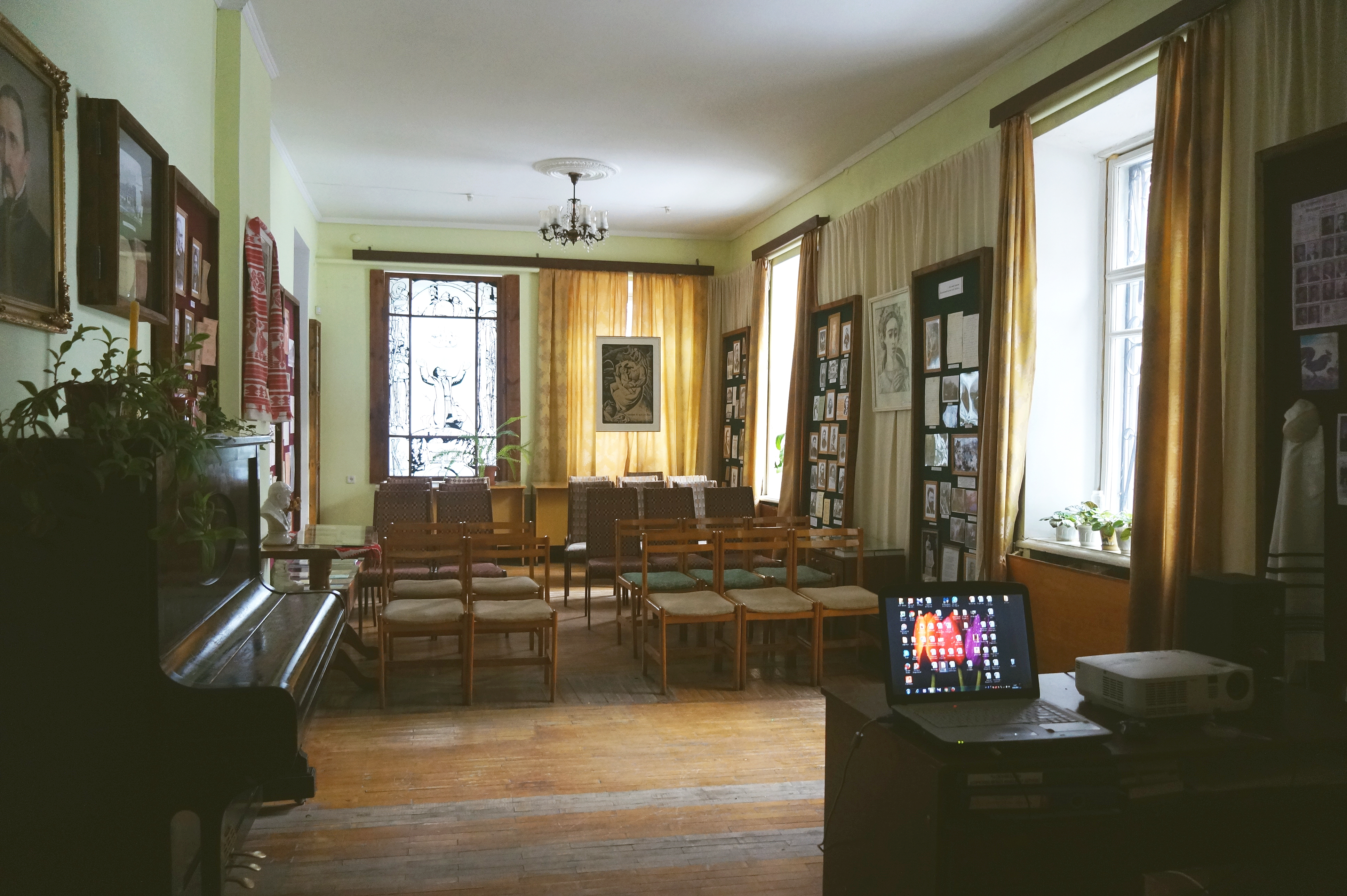
Хмельницький обласний літературний музей, зала на першому поверсі

Хмельницький обласний літературний музей — обласний літературний музей у місті Хмельницькому; зібрання матеріалів та предметів, що висвітлюють історію, становлення і сьогодення літературного і культурного процесу в краї, присвячені окремим видатним його персоналіям; культурно-просвітницький осередок міста та області.

## Загальні дані
Хмельницький обласний літературний музей міститься у ошатному невеликому одноповерховому будиночку у самому середмісті Хмельницького (навпроти скверу Шевченка). Будинок споруджено 1905 року.

## З історії відкриття
Відкриття Хмельницького обласного літературного музею відбулося в 27 серпня 1993 року й збіглося в часі зі святкуваннями, приуроченими до 500-річчя міста.

## Експозиція та діяльність музею

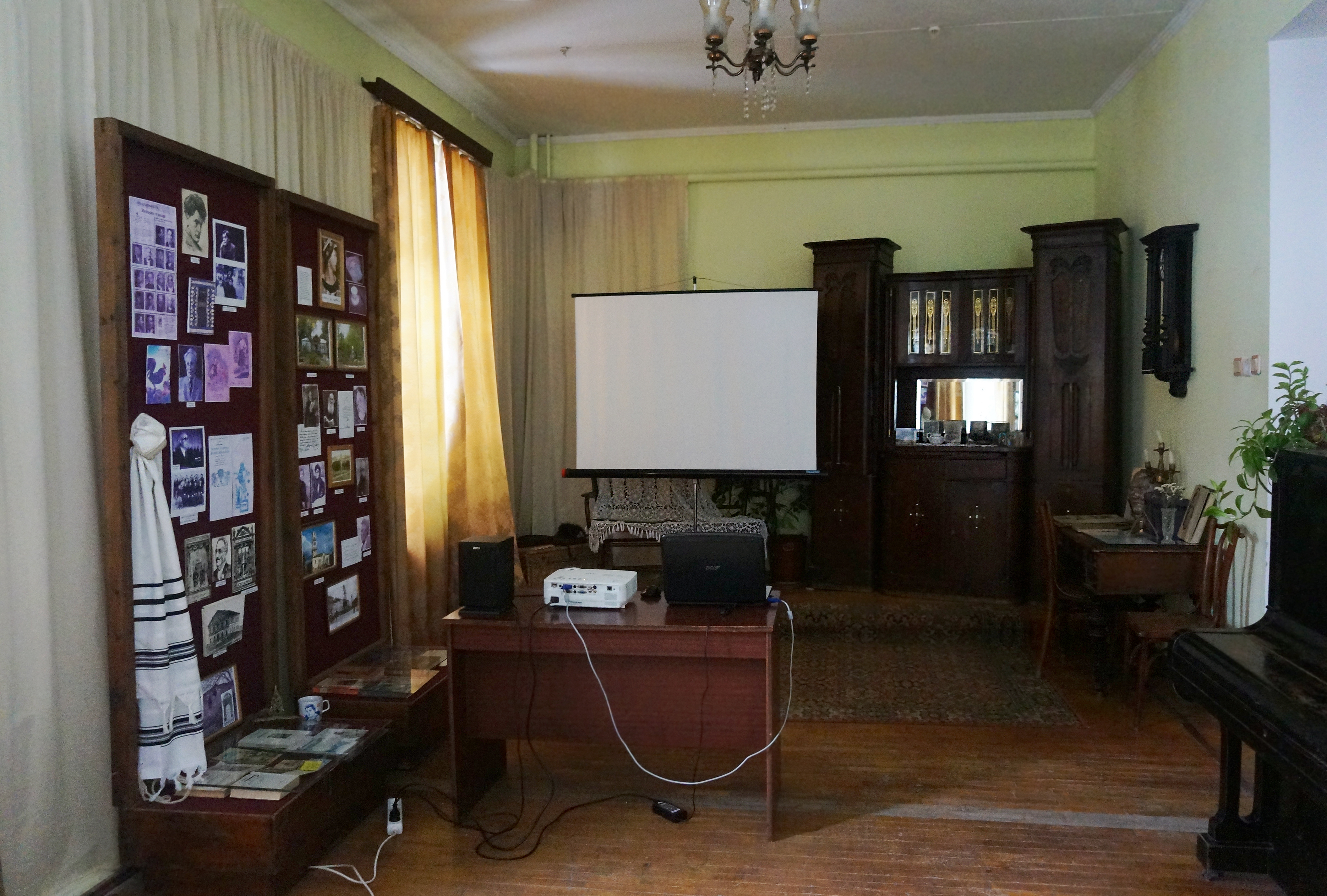
Хмельницький літературний музей, інтер'єр

Експозиція музею розповідає про літературну спадщину краю — від давнини і до літературних портретів письменників сучасності. Окремі стенди і вітрини в музеї присвячені як загальнонаціональному літературному процесові та його найголовнішим учасникам — Тарасові Шевченку, Лесі Українці, Михайлові Коцюбинському, так і письменникам Поділля, видатним літераторам різних культур, що бували і/або перебували в краї. Представлено в експозиції й матеріали, що висвітлюють літературу національних меншин — євреїв, росіян, поляків. Окремо розповідається про письменників-сучасників, зокрема членів обласної організації Національної спілки письменників України.
Автономним відділом Хмельницького обласного літературного музею є літературно-меморіальний музей Анни Ахматової в с. Слобідка-Шелехівська Деражнянського району Хмельницької області.
У музеї відбуваються презентації книжок, творчі зустрічі, літературно-музичні та інші вечори. Заклад плідно співпрацює з місцевими творчими колективами, Хмельницьким музичним коледжем імені В. Заремби; тут відбуваються різноманітні — етнографічні, художні, фото- та інші — виставки. При музеї діє обласне літературне молодіжне об'єднання, вокальна група «Матіола».